# فیلیپو بالدی
فیلیپو بالدی (انگلیسی: Filippo Baldi؛ زاده ۱۰ ژانویه ۱۹۹۶) یک تنیس‌باز اهل ایتالیا است.